# Étienne Félix d'Henin de Cuvillers
Barão Étienne Félix d'Henin de Cuvillers (Cuvillers, 27 de Abril de 1755 - 1841) senhor dos Luat, foi um Chevalier, secretário da embaixada em Veneza, Capitão do 15 ° Regimento Dragon, aderiu-se como magnetizador francês no início do mesmerismo

## Biografia
Hénin de Cuvillers filho de Jean Baptiste Jean II e Antoinette Jeanne Elisabeth Marguerite de Pinteville d'Écury era um seguidor de Franz Anton Mesmer (1734-1815). No entanto, ao contrário de Mesmer ele não acredita na existência do "fluido magnético" no magnetismo animal, e, em vez enfatizou o papel dos processos mentais no mesmerismo. Em seu livro  Le magnétisme éclairé , ele descreve relatos de efeitos mesméricos em termos de crença e sugestionabilidade .

Em 1819, ele se tornou o editor da Archives du Magnetisme Animal. Naquele mesmo ano ele foi o primeiro a usar o prefixo "HYPN" (hipnose, hipnotismo, hipnotizador) para descrever os fenômenos de magnetismo animal.Ele usou esses termos tão cedo quanto 1820, e é considerado por muitos ter inventado esses nomes.
Com Abade José Custódio da Faria, o médico Alexandre Bertrand, o filósofo Maine de Biran e o general François-Joseph Noizet, faz parte dos magnetizadores chamados "imaginacionistas", que, ao contrário dos Psicofluidistas, não acreditam na existência de um fluido magnético universal.